# Robert Hays
Robert Hays (ur. 24 lipca 1947 w Bethesdzie w stanie Maryland) – amerykański aktor, producent i reżyser. Absolwent Uniwersytetu Stanowego w San Diego i weteran sceny teatralnej w San Francisco, zaczął występować w telewizji w połowie lat 70. XX wieku. Występował w roli Teda Strikera w komediach Czy leci z nami pilot? (1980) i Spokojnie, to tylko awaria (1982). Wystąpił też w parodii filmów o superbohaterach – Superhero (2008).

## Filmografia

### Filmy
- 1978: Wtajemniczenie Sary (The Initiation of Sarah, TV) jako Scott Rafferty
- 1980: Czy leci z nami pilot? jako Ted Striker
- 1982: Spokojnie, to tylko awaria jako Ted Striker
- 1992: Pół na pół jako Sam French
- 1993: Niezwykła podróż jako Bob Seaver
- 1994: Skoś trawnik tato, a dostaniesz deser jako Ken Cochran
- 1996: Daleko od domu 2: Zagubieni w San Francisco jako Bob Seaver
- 1999: Amerykańska opowieść. Tajemnica potwora z Manhattanu jako Reed Daley (głos)
- 2000: Dr T. i kobiety jako Harlan
- 2004: Dziadek do orzechów jako Kogiel (głos, amerykański dubbing)
- 2008: Superhero jako Blaine Riker
- 2014: Rekinado 2: Drugie ugryzienie (TV) jako kapitan Bob Wilson

### Seriale TV
- 1976: Ulice San Francisco jako Lester
- 1977: Wonder Woman jako kapral Jim Ames
- 1978: Statek miłości jako Sam Bradley
- 1981: Saturday Night Live w roli samego siebie
- 1994–1996: Iron Man: Obrońca dobra jako Tony Stark / Iron Man (głos)
- 1996: Dotyk anioła jako Scott Walden
- 1996: Incredible Hulk jako Tony Stark / Iron Man (głos)
- 1996–1997: Spider-Man jako Tony Stark / Iron Man (głos)
- 1997: Superman jako Edward Lytener / Luminus (głos)
- 1997: Podróż do Ziemi Obiecanej jako Mark Gerhart
- 2000: Różowe lata siedemdziesiąte jako Bud Hyde
- 2002: Spin City jako burmistrz Los Angeles Stone Taylor